# Camptotypus pulcher
Camptotypus pulcher là một loài tò vò trong họ Ichneumonidae.